# Mafex
Mafex (Asociación de Fabricantes y Exportadores de Material, Equipos y Servicios Ferroviarios) es una organización empresarial española fundada en 2004. Forma parte de la Unión de las Industrias Ferroviarias Europeas (UNIFE), de la Confederación Española de Organizaciones Empresariales (CEOE), y de la Plataforma Tecnológica Ferroviaria Española (PTFE). Es reconocida como entidad oficial colaboradora de la Secretaría de Estado de Comercio en asuntos de internacionalización, y por el Gobierno Vasco y la Agencia Vasca de Desarrollo Empresarial (SPRI) como clúster ferroviario.